# 29355 Сіратакаяма
29355 Сіратакаяма (29355 Siratakayama) — астероїд головного поясу, відкритий 28 серпня 1995 року.
Тіссеранів параметр щодо Юпітера — 3,239.
Названо на честь Сіратакаями (яп. しらたかやま(白鷹山) сіратакаяма).